# Movimento nonviolento
Il Movimento Nonviolento (MN) è una delle principali associazioni italiane che promuove la nonviolenza nello spirito gandhiano. L'associazione è stata fondata da Aldo Capitini il 10 gennaio 1962 (come testimoniato dal manifesto di annuncio fatto stampare da Capitini stesso). Dal 2010 l'associazione è presieduta da Massimo Valpiana, che è anche direttore del suo organo di stampa, Azione nonviolenta.

## Simbolo
Il simbolo del MN rappresenta due mani che spezzano un fucile, inserite anche nella bandiera arcobaleno della nonviolenza.

## Obiettivi del MN
Gli obiettivi del MN sono delineati nella Carta ideologico-programmatica, che viene sottoscritta dagli aderenti ed è inserita nello Statuto.
Il MN, nello spirito del fondatore e dei padri ispiratori della nonviolenza mondiale, lavora per l'esclusione della violenza, individuale e di gruppo, in ogni settore della vita sociale e ad ogni livello (locale, nazionale, internazionale). Si impegna anche perché la politica e le varie forme di governo della comunità nazionale e mondiale siano promotrici di forme di partecipazione piena alla vita pubblica e di sviluppo armonico del bene comune.
Le principali linee di sviluppo dell'impegno del MN sono: l'opposizione integrale alla guerra in tutte le sue forme; la lotta contro lo sfruttamento economico, le ingiustizie sociali, l'oppressione politica, le discriminazioni legate alla razza, alla provenienza geografica, al sesso e alla religione; lo sviluppo della vita associata e la creazione di organismi di democrazia "dal basso" al servizio dell'intera comunità civile; la salvaguardia delle culture e dell'ambiente naturale.
Il MN opera con il solo metodo nonviolento, tramite gli strumenti di lotta codificati dall'esperienza secolare di opposizione alla violenza, come l'educazione, la persuasione, la protesta, lo sciopero, la non collaborazione attiva, il boicottaggio, la disobbedienza civile, ecc.

## Storia e iniziative politiche

Manifesto di fondazione del Movimento nonviolento

Il MN nacque nel 1962 su iniziativa di Aldo Capitini all'indomani della prima Marcia per la pace Perugia-Assisi del 24 settembre 1961, ideata e promossa dallo stesso Capitini, con la sigla “Centro per la nonviolenza” di Perugia. Egli fondò con alcuni simpatizzanti il Movimento Nonviolento per la Pace, costituito da “pacifisti integrali, che rifiutano in ogni caso la guerra, la distruzione degli avversari, l'impedimento del dialogo e della libertà di informazione e di critica. Il Movimento sostiene il disarmo unilaterale (come primo passo verso quello generale), e affida la difesa unicamente al metodo nonviolento.” Nel 1961, sempre su iniziativa del Capitini, avviene anche l'adozione della bandiera della pace (introdotta in Italia su ispirazione della bandiera arcobaleno adottata da Bertrand Russel per la Campaign for Nuclear Disarmament,) come vessillo che contraddistingue le manifestazioni nonviolente e pacifiste.
Dopo alcuni anni furono tolte le parole “per la pace”, perché risultasse chiaro che il lavoro del Movimento Nonviolento non era confinato solo al campo antimilitarista, ma esteso anche al campo sociopolitico e culturale e per promuovere forme di partecipazione piena alla vita pubblica e di sviluppo armonico del bene comune.
Il MN si occupò, tra il 1961 ed il 1985, dell'organizzazione delle prime quattro marce; poi la paternità delle successive passò alla Tavola della pace.
L'associazione opera in vari campi: dalle campagne contro il nucleare alla promozione dell'economia nonviolenta, dall'impegno per il disarmo al sostegno al Servizio Civile e ai Corpi civili di pace, dalla lotta al razzismo alla costruzione di pratiche di convivenza civile, dall'approfondimento del metodo nonviolento alla formazione e all'educazione alla pace, coniugando la ricerca e l'approfondimento teorico con l'azione.
Rilevante l'impegno del MN per l'affermazione dell'obiezione di coscienza al servizio militare e per il servizio civile, con figure ad esso appartenenti come Pietro Pinna che hanno accettato di subire anni di carcere per vedere riconosciuti i loro diritti all'obiezione, prima della promulgazione della legge 772/1972. Per loro il movimento cerca di garantire la copertura finanziaria delle spese processuali e la campagna per portare i processi a conoscenza dell'opinione pubblica. A distanza di quaranta anni dal promulgamento della legge sull'obiezione di coscienza, il MN organizza una visita commemorativa al carcere di Peschiera del Garda, dove venivano rinchiusi gli obiettori prima del varo della legge. Dopo il superamento dell'obbligo del servizio militare, il MN appoggia fin dalla nascita il movimento di opinione, formato da un centinaio di associazioni di volontariato ed impegno civile, per la nascita di una difesa civile non armata e nonviolenta tramite legge di iniziativa popolare.
Dal 1981, anno della sua istituzione, e fino al 2010, anno in cui diventa Presidente Massimo Valpiana il MN è stato promotore, insieme alla Lega Obiettori di Coscienza Archiviato il 31 maggio 2019 in Internet Archive., al Movimento Internazionale di Riconciliazione e alla Lega per il Disarmo Unilaterale di Carlo Cassola, della Campagna di Obiezione di Coscienza alle Spese Militari per la Difesa Popolare Nonviolenta.
Sempre nel 1981, in seguito alla decisione del Governo di Giovanni Spadolini di accettare l'installazione di missili statunitensi dotati di testata nucleare nella base NATO Comiso (RG), il MN decide di acquistare, insieme a numerose altre associazioni, terreni adiacenti per sottrarli alla base militare in espansione. Viene costituito il presidio permanente della Verde Vigna sopra i cui terreni verrà costruita una pagoda per la pace dal monaco buddista rev. G. Morishita. Nel 1982 viene inoltre raccolto un milione di firme per bloccare i lavori della base alla quale aderisce anche il vescovo di Trapani. Nonostante le proteste, i missili furono installati e la base venne smantellata solo dopo l'accordo dell'8 dicembre 1987 tra USA e URSS. Alcuni di questi appezzamenti, della dimensione di 2250 metri quadri, sono ancora nelle disponibilità dell'associazione.
Il MN pubblica, dal 1964, la rivista mensile Azione nonviolenta, fondata dallo stesso Capitini, cui si affianca l'edizione on-line; la rivista, ora bimestrale, è diretta da Massimo Valpiana; essa è la più antica rivista espressione della ricerca e dell'impegno della nonviolenza italiana. Legata al Movimento è anche la newsletter La nonviolenza è in cammino, edita dal Centro di ricerca per la pace di Viterbo.
Diversi dirigenti del MN hanno ricoperto cariche elettive dopo essersi presentati con programmi politici ispirati allo statuto dell'associazione: tra essi Renato Fiorelli (sindaco dal 1999 al 2004 e più volte consigliere di Moraro), Alberto Trevisan(assessore alla pace del comune di Rubano dal 1995 al 1999), Massimo Valpiana (consigliere comunale di Verona dal 1985 al 1990 e dal 1998 al 2002 nonché consigliere regionale in Veneto dal 1987 al 1995), Daniele Lugli (assessore alla Pubblica Istruzione nei comuni di Codigoro e Ferrara) e Renato Accorinti (già sindaco di Messina). Quasi tutti hanno sfruttato l'accoglienza tra le file della Federazione dei Verdi oppure hanno creato liste civiche.
Il MN è la sezione italiana della War Resisters' International, l'internazionale dei resistenti alla guerra, con sede a Londra, del Beoc (Ufficio Europeo dell'Obiezione di Coscienza con sede a Bruxelles), del Comitato italiano per il Decennio e fa parte della Rete Italiana per il disarmo, del Tavolo interventi civili di pace e della Rete per la Pace.

## Segretari e presidenti
Dal 1962 al 1994 il Movimento si era dotato della figura del Segretario (unico o collettivo). Dal 1994 che viene introdotta, anche statutariamente, la figura del Presidente.
- 1962 - 1968 Aldo Capitini
- 1968 - 1976 Pietro Pinna
- 1976 - 1981 Piercarlo Racca
- 1981 - 1984 Mario Pizzola
- 1984 - 1986 Stefano Benini
- 1986 - 1988 Angela Marasso
- 1988 - 1992 Davide Melodia
- 1992 - 1994 Alfredo Mori, Giuseppe Barbiero, Stefano Benini.
- 1994 - 1997 Sandro Canestrini[20]
- 1997 - 2010 Daniele Lugli
- 2010 - attuale Massimo Valpiana

## Sede nazionale e archivio storico
La sede nazionale del MN, prima ubicata a Perugia, è stata trasferita nel 1989 a Verona. Presso la sede trovano luogo anche la casa editrice e l'archivio storico del Movimento, istituito nel 1998 e considerato di particolare interesse storico dalla Regione Veneto. La Sezione I dell'Archivio copre un arco temporale che va dal 1962 al 2011, ovvero i primi cinquant'anni di vita dell'associazione. Nel complesso archivistico sono confluiti materiali provenienti dal fondo formatosi a Perugia per opera di Aldo Capitini e Pietro Pinna, dall'archivio della sede veronese del MN, avviato nel 1974, e dagli archivi personali dei presidenti. Presso la sede è inoltre ospitata la “Biblioteca Aldo Capitini”, dichiarata d'interesse locale dalla Regione nel 2000, composta da oltre 4.000 volumi riguardanti varie aree tematiche. A tale fondo si aggiungono le oltre 300 riviste tematiche, italiane e straniere, presenti in emeroteca e le tesi di laurea elaborate grazie alla documentazione dell'archivio del MN.

## Altre sedi
Dal 1976 il MN ha preso la decisione di strutturarsi in associazione mantenendo però il carattere fondamentale di "Movimento" grazie ai centri territoriali, strutture informali dislocate sul territorio nazionale finalizzate a diffondere e sviluppare il metodo nonviolento attraverso "il lavoro di gruppo, con persone in più luoghi" secondo il dettame del filosofo perugino. L'associazione risulta quindi composta attualmente da 20 centri territoriali: Torino, Aosta, Ivrea, Brescia, Verona, Trento, Vicenza, Mestre, Gorizia, Ferrara, Reggio Emilia, Modena, Mantova, Livorno, Firenze, Gubbio, Fiumicino, Bari, Ghilarza, Messina. Dispone inoltre di un Centro Studi per la Nonviolenza, con sede a Livorno, e gestisce le tre Case per la pace di Verona, Brescia e Ghilarza (OR); in quest'ultima vengono ospitati nel corso dell'estate campi di lavoro ed approfondimento. Insieme al Movimento Internazionale di Riconciliazione ha contribuito inoltre alla nascita, nel 1992, del Centro Studi Domenico Sereno Regis di Torino.